# Hassel (Sajonia-Anhalt)
Hassel es un municipio situado en el distrito de Stendal, en el estado federado de Sajonia-Anhalt (Alemania), a una altitud de 35 metros. Su población a finales de 2015 era de unos 950 habitantes y su densidad poblacional, 45 hab/km².
Se encuentra a la orilla oeste del río Elba.